# Juan Carlos Bersague
Juan Carlos Bersague Chacón (L'Avana, 1963) è un direttore di coro cubano.
Attualmente è il Direttore Titolare del gruppo vocale venezuelano Cantat Vocal.

## Biografia
Laureatosi in Direzione Corale all'Escuela Nacional de Instructores de Arte (Scuola Nazionale di Istruttori d'Arte) e al Centro Nacional de la Enseñanza Artística (Centro Nazionale dell'insegnamento Artistico) all'Avana, con i Maestri Mayda Martínez e María Felicia Pérez.
È stato membro-fondatore del gruppo corale cubano EXAUDI, diretto dalla Maestra María Felicia Pérez. Con EXAUDI, si è esibito in Belgio, Bulgaria, Canada, Danimarca, Francia, Germania, Italia, Spagna, Svezia, Ungheria e Venezuela.
In Venezuela, è stato direttore del coro di Pueri Cantores Niños Cantores del Zulia di Maracaibo dal 1994 al 2005, e del coro da camera Coral Antiphona dal 1995 al 2008. Attualmente è incaricato dell'Area vocale nella Facoltà di Arte e Musica della Universidad Católica Cecilio Acosta, a Maracaibo. È anche docente presso la Facoltà Esperimentale di Arti [FEDA] dell'Universidad del Zulia e del Conservatorio di Musica “José Luis Paz” di Maracaibo, dove dirige anche il Coro Accademico del Conservatorio e insegna Pratica Corale sin dal 1997.
Agli inizi del 2009, Juan Carlos Bersague fonda il coro da camera Cantat Vocal, di cui è attualmente il Direttore titolare.
Inoltre, il Mtro. Bersague è anche il Direttore titolare del Coro Sinfonico del capitolo occidentale del Sistema Nazionale di Orchestre Giovannili e Infantili del Venezuela [FESNOJIV, in spagnolo], conosciuto internazionalmente come El Sistema.

## Exaudi Chamber Choir
Diretto dal Maestro María Felicia Pérez, e come membro fondatore del coro da camera cubano EXAUDI, ha partecipato e ottenuto numerosi premi nei seguenti Concorsi Corali:
- XIV Concorso Internazionale di Cori “Béla Bartók” / Bartók Béla Nemzetkösi Kórusverseny  /   Debrecen, Ungheria 1990. [Primo premio nella categoria dei Cori da Camera e Premio nella categoria di Programma Folklorico]
- XXIV Certamen Internacional de Masas Corales   /   Tolosa, Euskadi-Spagna 1992. [Terzo premio nella categoria di Polifonia]
- XXV Certamen Internacional de Masas Corales   /   Tolosa, Euskadi-Spagna 1993. [Primo premio nella categoria di Folklore, accesso al Gran Prix Europeo 1993 e Premio del Pubblico]
- III Concorso Internazionale di Cori da Camera / Internationaler Kammerchor-Wettbewerb  /   Marktoberdorf, Germania 1993. [Terzo premio nella categoria Internazionalmente Eccellente]
- Concorso Corale "Harmonie 93"   /   Lindenholzhausen, Germania 1993. [Primo premio]
- Gran Premio Europeo di Canto Corale   /   Varna, Bulgaria 1993.

## Coral Antiphona
Essendo stato Direttore titolare del coro da camera venezuelano Coral Antiphona dal 1995 al 2008, il Mtro. Bersague ha partecipato e vinto numerosi premi in diversi festivals e concorsi corali internazionali.
Festival:
- V Festival Internacional de Coros de Santiago de Cuba / Santiago di Cuba, Cuba 1999.
- II Festival de Coros Maracaibo un canto a Vos / Maracaibo, Venezuela 2001.
- XX Anniversario del Festival de Coros de Álava / Vitoria-Gasteiz, Spagna 2001.
- I Festival Mundial de Coros de Puebla / Puebla, Messico 2002.
- VII Festival Internacional D´Canto / Isola di Margherita, Venezuela 2004. [Premio del pubblico].
- III Festival de Coros de Cámara Cantarte / Caracas, Venezuela 2004.

Concorsi:
- I Concurso de Coros "Luis Soto Villalobos" / Maracaibo, Venezuela 1999. [Primo premio]
- III Competencia de Coros de Mérida / Mérida, Venezuela 2002. [Primo premio nella categoria di Polifonia e Secondo premio nella categoria di Folklore].
- XXXVII Certamen Internacional de Masas Corales / Tolosa, Spagna 2005.
- XXIV Festival-Certamen Internacional de Música de Cantonigròs / Cantonigròs, Spagna. 2006. [Primo premio nella categoria di Cori Misti e Primo premio nella categoria di Musica Popolare].
- LII Certamen Internacional de Habaneras y Polifonía / Torrevieja, Spagna 2006. [Terzo premio di Habaneras e Premio "Francisco Vallejos", alla migliore interpretazione di un'habanera popolare].
- LV Concorso Polifonico Internazionale Guido d'Arezzo / Arezzo, Italia 2007. [Terzo Premio nella categoria di Polifonia].